# Рубашкино
Рубашкино (укр. Рубашкине) — посёлок в Амвросиевском районе Донецкой области Украины. Находится под контролем непризнанной Донецкой Народной Республики.

## Общие сведения
Население по переписи 2001 года составляло 54 человека. Почтовый индекс — 87340. Телефонный код — 6259.

## География
Посёлок расположен на левом берегу реки под названием Крынка.

## Местная власть
87340, Донецкая область, Амвросиевский район, с. Артемовка, ул.Шевченко, 45.